# Заленський Володимир Володимирович
Заленський Володимир Володимирович (*7 лютого 1847, с. Шахворостівка Миргородського повіту Полтавської губернії, Російська імперія — †26 жовтня 1918, Севастополь) — зоолог, ембріолог, академік Санкт-Петербурзької Академії наук (з 1897). У 1897—1901 рр. — директор Зоологічного музею Санкт-Петербурзької АН.

## Біографія
Народився у с. Шахворостівка Миргородського повіту на Полтавщині.
Закінчив Харківський університет (1867), далі займався науковою діяльністю.
З 1871 — професор Казанського, 1882 — Новоросійського університетів. З 1901 — перший директор Севастопольської морської біологічної станції, яка до нашого часу стала важливим центром морської гідробіології.
12 грудня 1904 р. російський імператор Ніколай ІІ видав указ, за яким органам виконавчої влади доручалося підготувати заходи у сфері лібералізації законодавства про цензуру та друк. На виконання цього указу Комітет міністрів створив комісію імператорської Академії наук у справі скасування утисків українського друкованого слова під головуванням мово- та літературознавця академіка Федора Корша. До цієї комісії увійшов також Володимир Заленський, який, за словами М. Грушевського, став винятком серед її членів-«великоросів». Комісія підготувала доповідну записку «Про скасування утисків малоросійського друкованого слова», в якій наполягалося на законному праві української мови на функціонування та розвиток, а також на необхідності скасування положень нормативних актів, згідно з якими фактично заборонявся друк українського слова, — Валуєвського циркуляра 1863 р., Емського указу 1876 р. та розпорядження від 1881 р. про заборону викладання у народних школах і виголошення проповідей українською мовою.

## Наукова діяльність
Основні наукові роботи присвячені ембріології безхребетних, хордових і деяких груп хребетних тварин, їх анатомії. Вчений розвивав еволюційний порівняльно-ембріологічний напрямок, створений роботами І. Мечникова і О. Ковалевського. Описав явище фолікулярного брунькування, при якому зародкові листки на перших стадіях формуються не з еластомерів заплідненої яйцеклітини, а із дериватів фолікулярних клітин, які оточують яйце.
Вчений помер у Севастополі.